# Jochen-Konrad Fromme

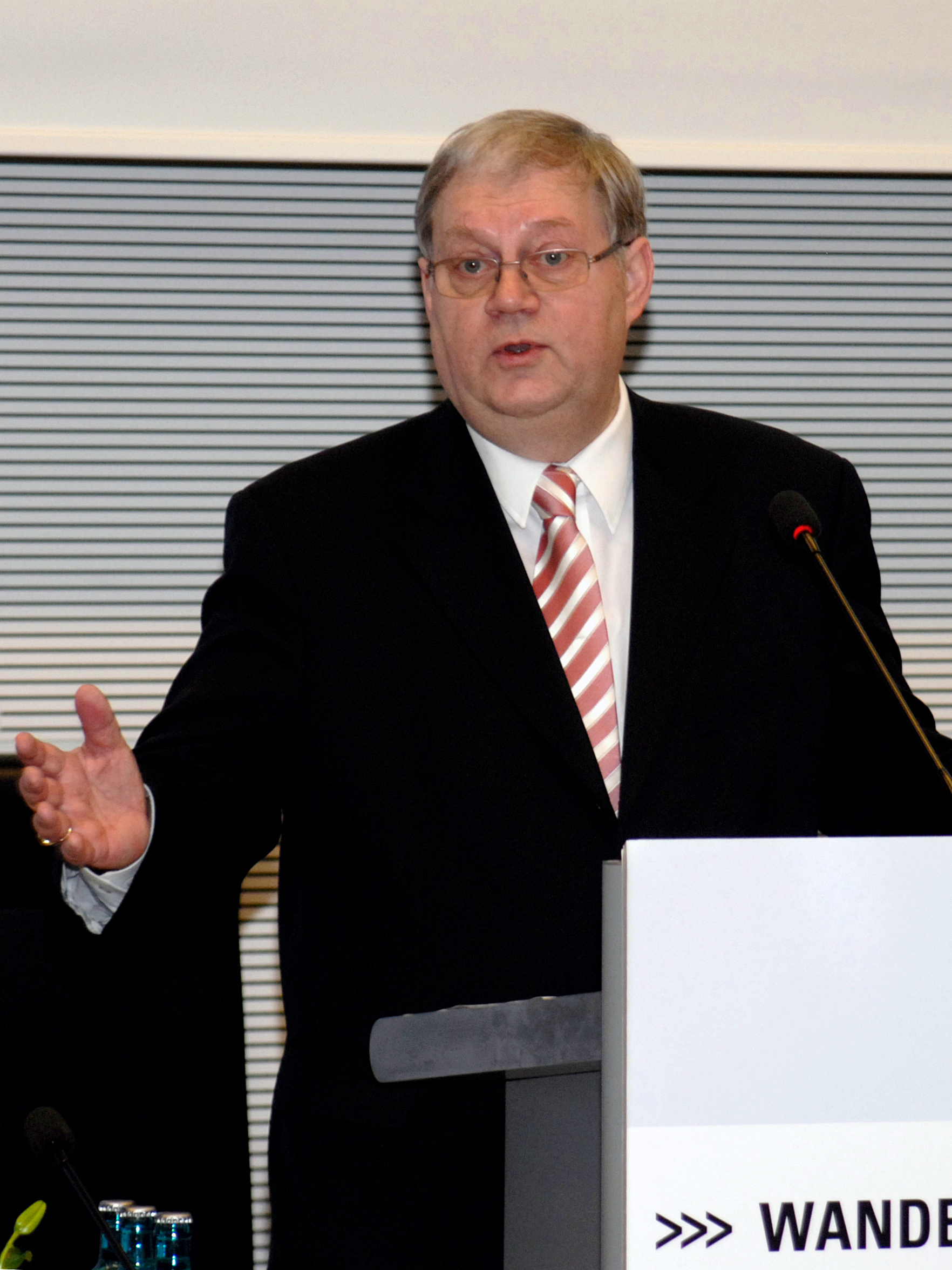
Jochen-Konrad Fromme (2009)

Jochen-Konrad Fromme (* 8. Juli 1949 in Haverlah, Landkreis Wolfenbüttel) ist ein deutscher Politiker (CDU).

## Leben und Beruf
Nach dem Abitur 1969 am Wirtschaftsgymnasium Hildesheim war Fromme als Soldat auf Zeit bei der Bundeswehr und durchlief dort auch die Ausbildung zum Reserveoffizier. Danach begann er 1971 ein Studium der Rechtswissenschaft an der Georg-August-Universität Göttingen, welches er 1976 mit dem ersten juristischen Staatsexamen beendete. Während des anschließenden Referendariats absolvierte er noch ein Ergänzungsstudium an der Deutschen Hochschule für Verwaltungswissenschaften Speyer und legte 1979 das zweite Staatsexamen ab. Er trat dann als Assessor in den Dienst der Bezirksregierung Braunschweig ein und wechselte 1981 als Hilfsreferent in das Innenministerium des Landes Niedersachsen. In den Jahren 1982 bis 1985 war Fromme Dezernent für Finanz- und Ordnungswesen beim Landkreis Northeim und von 1985 bis 1998 schließlich Kreisdirektor beim Landkreis Hildesheim. Seit 2002 ist er als Rechtsanwalt zugelassen. Vom 1. Juni 2010 bis zum 30. Juni 2013 war er Geschäftsführer der TLG Immobilien GmbH, nach der Abspaltung des Wohnteiles auch in Personalunion der TLG WOHNEN GmbH.
Jochen-Konrad Fromme ist verheiratet und hat zwei Töchter. Er ist Mitglied der katholischen Studentenverbindung KStV Winfridia Göttingen.

## Partei
Fromme trat im Jahr 1971 in die CDU ein. Er war von 1990 bis 2007 Vorsitzender der Kommunalpolitischen Vereinigung (KPV) der CDU in Niedersachsen und ist seither Ehrenvorsitzender. Von 1989 bis 2011 war er stellvertretender KPV-Bundesvorsitzender und ist jetzt Ehrenmitglied dieser Organisation. Er gehörte von 1993 bis 2010 dem CDU-Landesvorstand in Niedersachsen an und war von 2006 bis 2010 Vorsitzender des CDU-Landesverbandes Braunschweig.
Fromme war in den Jahren 2002 bis 2010 Aussiedlerbeauftragter der CDU. Außerdem war er von 2002 bis 2010 Mitglied im CDU-Bundesvorstand.

## Abgeordneter
Von 1998 bis 2009 war Fromme Mitglied des Deutschen Bundestages. Er war hier von 2002 bis 2005 Aussiedlerbeauftragter der CDU/CSU-Bundestagsfraktion und war seit dem 30. November 2005 Vorsitzender der Fraktionsarbeitsgruppe Vertriebene, Flüchtlinge und Aussiedler. Außerdem gehörte er dem Fraktionsvorstand an. Fromme war zuletzt ordentliches Mitglied im Haushaltsausschuss und stellvertretendes Mitglied im Finanzausschuss. Darüber hinaus war er Mitglied der Föderalismuskommission und Mitglied des parlamentarischen „Kontrollgremiums“ zum Finanzmarktstabilisierungsfonds.
Jochen-Konrad Fromme ist stets über die Landesliste Niedersachsen in den Bundestag eingezogen. 2009 verpasste er den Wiedereinzug, weil die CDU in Niedersachsen zahlreiche Direktmandate gewann und damit weniger Mandate über die Landesliste vergeben wurden; in seinem Wahlkreis unterlag er dem damaligen Umweltminister Sigmar Gabriel (SPD).

## Ehrungen
1998 wurde Fromme mit dem Deutsche Feuerwehr-Ehrenmedaille des Deutschen Feuerwehrverbandes ausgezeichnet.
2010 erhielt Fromme die Ehrenmedaille des Deutschen Städte- und Gemeindebundes.
2010 wurde er mit dem Bundesverdienstkreuz am Bande ausgezeichnet.